# Prosopofrontina angustifrons
Prosopofrontina angustifrons là một loài ruồi trong họ Tachinidae.